# Aporosa antennifera
Aporosa antennifera är en emblikaväxtart som först beskrevs av och senare fick sitt nu gällande namn av Herbert Kenneth Airy Shaw.
Aporosa antennifera ingår i släktet Aporosa och familjen emblikaväxter. Inga underarter finns listade i Catalogue of Life.